# Bernat Amat de Cardona
Bernardo Amato di Cardona nato Bernardo Amato di Claramunt (prima del 1080 – 1135) è stato il secondo visconte di Cardona, succeduto per linea materna al nonno Raimondo Folco I, dal 1086 fino alla sua morte.

## Origine
Bernardo Amato, secondo il documento n° 79 del Diplomatari de la vila de Cardona, anys 966-1276 (non consultato), era figlio del signore di Tamarit e Visconte di Tarragona, Deodato di Claramunt e di Ermesinda di Cardona, che sempre secondo il documento n° 79 del Diplomatari de la vila de Cardona, anys 966-1276 (non consultato), era figlio del Visconte di Cardona, Raimondo Folco I e della moglie, Ermesinda di Girona, di cui non si conoscono gli ascendenti.

Deodato di Claramunt, ancora secondo il documento n° 79 del Diplomatari de la vila de Cardona, anys 966-1276 (non consultato), era figlio di Bernardo di Claramunt e della moglie di cui non si conoscono gli ascendenti. 

## Biografia
Nel 1083, suo nonno, Raimondo Folco I, fece testamento, nel quale indicava come esecutori la moglie (nonna di Bernardo Amato), Ermesinda di Girona, ed il fratello (prozio di Bernardo Amato), Folco (manumissores domna Hermisendis vicecomitissa coniux mea et Fulchoni archidiaconi fratris meo) e indicava come eredi il genero (padre di Bernardo Amato), Deodato di Claramunt, la figlia (madre di Bernardo Amato), Ermesinda, ed il nipote, Bernardo Amato (Deusdedit et coniux eius Ermesendis filia mea et nepus meus Bernardus Amati), come da documento n° 66 del Diplomatari de la vila de Cardona, anys 966-1276 (non consultato).
Suo nonno, Raimondo Folco I morì nel 1086 vittima di un'incursione dei saraceni contro il castello di Maldà; nel documento n° 298 della Colección diplomática de Sant Pere de Casserres. Volumen I, datato 1087, (non consultato) Raimondo Folco I è citato come già defunto (defuncti vicecomitis...Reimundi Fulconis Cardonensis), e, in quello stesso anno Bernardo Amato, viene citato col titolo di visconte, assieme alla moglie, Almodis di Barcelona (Bernardus vicecomes et Almodis vicecomitissa), affiancato dalla madre, Ermesinda e dal prozio, Folco (Fulcho archilevita et vicecomes sive Ermessindis vicecomitissa), come da documento n° 81 del Diplomatari de la vila de Cardona, anys 966-1276 (non consultato); Bernardo Amato e Almodis di Barcelona erano entrambi ancora minorenni (probabilmente vi era un impegno di matrimonio) e la viscontea era retta dalla madre, Ermesinda e dal prozio, Folco.
In quello stesso anno (1087), col documento n° 79 del Diplomatari de la vila de Cardona, anys 966-1276 (non consultato), venne confermata la successione a Raimondo Folco I tra lo zio, Folco, Ermesinda e il marito Deodato, figlio di Bernardo (Fulconem vicecomitem et vicecomitissam Ermessendis et Deusdedit Bernardi).
Sua madre, Ermesinda, morì poco dopo, nel 1090 circa; comunque dopo il 1087 non la troviamo più citata in alcun documento: già nel documento n° 80 del Diplomatari de la vila de Cardona, anys 966-1276 (non consultato), inerente ad una donazione, compare solo il marito, Deodato.

Deodato, nel 1087, fece una donazione, come ci viene riportato dal documento n° 80 del Diplomatari de la vila de Cardona, anys 966-1276 (non consultato).

Dopo la morte di Ermesinda, il titolo fu retto dal prozio, lo zio di Ermesinda Folco
Nel 1092, il prozio, Folco, era stato eletto vescovo di Urgell ed era ancora reggente (Fulco episcopus Urgellensis idemque vicecomes Cardonensis), come ci viene riportato dal documento n° 110 del Diplomatari de la vila de Cardona, anys 966-1276 (non consultato).
Nel 1096, Folco, era ancora reggente (Fulchone presul vicecomite), quando fece una donazione con la cognata, Ermesinda di Girona (Fulchone presul vicecomite et Ermesindis vicecomitissa mulier Raimundi Fulchoni), come da documento n° 108 del Diplomatari de la vila de Cardona, anys 966-1276 (non consultato).

Nel 1096, Folco era stato consacrato Vescovo di Barcellona (Fulcho episcopo Barchinonensis), come viene riportato nel documento n° 109 del Diplomatari de la vila de Cardona, anys 966-1276 (non consultato), come ci viene confermato dal documento n° CCCXVIII della Appendix de la Marca Hispanica sive Limes Hispanicus, datato 1098 (Fulco Dei gratia Barchinonensis episcopus et vicecomes Cardonæ).

Sempre in quello stesso anno, il prozio, Folco, il padre, Deodato, fecero una donazione assieme a Bernardo Amato ed al fratello, Raimondo Folco (Fulcho episcopo Barchinonensis et Deusdedit Bernardi cum filiis meis…Bernardi Amati et Raimundo Fulchonis), come viene riportato dal documento n° 109 del Diplomatari de la vila de Cardona, anys 966-1276 (non consultato).
In quel periodo, morirono sia il padre, Deodato che, non compare più in alcun documento e poco dopo, nel 1099, anche il prozio, Folco. Bernardo Amato, ormai maggiorenne, assunse il governo della viscontea, appropriandosi del casato della madre, come successore del nonno, de Cardona lasciando il titolo di Visconte di Tarragona concesso nel 1055 da Raimondo Berengario I di Barcellona al nonno paterno Bernardo di Claramunt, consigliere del regno.
Nel 1111, secondo il documento n° 96 del Diplomatari de l’Arxiu Diocesà de Solsona (1101-1200), Bernardo Amato e la moglie Almodis (Bernardus gracia Dei vicecomes Cardone, una cum Almodis vicecomitissa) fecero una donazione all'arcidiocesi di Solsona.
Nel 1113, secondo il documento n° 3905 bis del Recueil des chartes de l'abbaye de Cluny. Tome 6, Bernardo Amato (B. A. pietate divina vicecomes Cardonensis) con la moglie Almodis ed i figli, Guglielmo e Pietro (cum uxore mea Adalmudis et liberis G atque P) fecero una donazione al monastero di Cluny.
Nel 1126, secondo il documento n° 153 del Diplomatari de la vila de Cardona, anys 966-1276 (non consultato), Bernardo Amato e la moglie Almodis (Bernardus vicecomes et Almodis vicecomitissa) fecero una donazione sottoscritta dal figlio, Raimondo Folco (Raimundi Fulchonis).
In una data non ben definita, secondo il documento n° 188 del Diplomatari de la vila de Cardona, anys 966-1276 (non consultato), Bernardo Amato, la moglie Almodis ed i figli, Raimondo Folco e Berengario (Bernardus vicecomes et Almodis vicecomitissa…cum Raimundo Fulchoni et Berengario filii) fecero un accordo con gli abitanti di Cardona.
Nel 1131, Bernardo Amato rimase vedovo e nel 1135, compare citato come testimone (Bernardus vicecomes) nel documento, n° 163 del Diplomatari de la vila de Cardona, anys 966-1276 (non consultato).

Da quell'anno, Bernardo Amato non fu più citato in alcun documento; si presume che sia morto in quell'anno e gli succedette il figlio secondogenito Raimondo Folco, come conferma il documento n° 168 del Diplomatari de la vila de Cardona, anys 966-1276 (non consultato).

## Matrimonio e discendenza
Bernardo Amato aveva sposato Almodis di Barcelona (circa 1078-1131), come attestato da due documenti dei Diplomatari de la vila de Cardona (anys 966-1276) (non consultati), il nº 81 del 26 dicembre 1087 ed il nº 153 del 30 aprile 1126, dal documento n° 96 del Diplomatari de l’Arxiu Diocesà de Solsona (1101-1200), datato 11 giugno 1111, ed infine, il 10 novembre 1113, la donazione fatta al monastero di Cluny; secondo le Europäische Stammtafeln, vol II, 69 (non consultate), Almodis era la figlia del conte di Barcellona, Gerona, Osona e Carcassona, Raimondo Berengario II e della moglie, Matilde d'Altavilla.

Almodis (Adalmudis vicecomitissa), nel 1131, fece testamento, indicando come esecutore testamentario il marito, Bernardo Amato (dompminum Bernardum vicecomitem virum meum) e i due figli maggiori, Guglielmo e Raimondo Folco (filios meos Guillelmum et Raimundum) in cui destinò diversi lasciti a monasteri e abbazie, come da documento n° 429 della Colección diplomática de Sant Pere de Casserres. Volumen I.

Bernardo Amato da Almodis ebbe quattro figli:
- Guglielmo († 1131), ricordato nel testamento della madre,
- Raimondo Folco († 1151), Visconte di Cardona, come conferma il documento n° 168 del Diplomatari de la vila de Cardona, anys 966-1276 (non consultato),
- Berengario († 1177), citato nel documento n° 188 del Diplomatari de la vila de Cardona, anys 966-1276 (non consultato)
- Pietro († dopo il 1177), indicando come esecutore testamentario dal fratello, Berengario, nel 1177, come da documento n° 594 del Diplomatari de Santa Maria de Poblet. Volum 1. 960-1177 (non consultato).

### Fonti primarie
- (LA)  Diplomatari de l’Arxiu Diocesà de Solsona (1101-1200).
- (LA)  Recueil des chartes de l'abbaye de Cluny. Tome 6.
- (LA)  #ES Marca Hispanica sive Limes Hispanicus.